# Čučma
Čučma (ungarisch Csucsom) ist eine Gemeinde im Osten der Slowakei mit 588 Einwohnern (Stand 31. Dezember 2024), die zum Okres Rožňava, einem Teil des Košický kraj, gehört.

## Geographie
Die Gemeinde befindet sich im Talkessel Rožňavská kotlina innerhalb des Slowakischen Karstes am Übergang in die nördlich gelegenen Volovské vrchy, die als Teil des Slowakischen Erzgebirges gelten. Durch Čučma fließt der kleine Bach Drázus. Der höchste Punkt des Gemeindegebiets ist der Berg Skalisko mit 1293 m n.m. Das Ortszentrum liegt auf einer Höhe von 391 m n.m. und ist vier Kilometer von Rožňava entfernt.
Nachbargemeinden sind Henclová im Norden, Rožňava im Osten, Süden und Südwesten sowie Betliar im Westen.

## Geschichte
Der Ort wurde in der ersten Hälfte des 14. Jahrhunderts gegründet auf einem Stück Land, das ein gewisser Michael aus Nadabula vom Erzbistum Gran für seine Verdienste erhielt. Erwähnt wird das Dorf in einer Urkunde aus dem Jahr 1339, in dem es gewisse Privilegien erhielt, wie zum Beispiel die Wahl des eigenen Richters. Andererseits gehörte Čučma aber zum Herrschaftsgebiet des Erzbistums Gran (bis 1776) und war zeitweise mit der Stadt Rosenau vereint.
Die Haupteinnahmequelle war jahrhundertelang Bergbau, mit dem Schwerpunkt auf Gold-, Silber- und Kupfererzabbau im Mittelalter, später Eisenerz und ab dem 17. Jahrhundert Antimon- und Manganerz. 1776 wechselte der Besitz zum neu gegründeten Bistum Rosenau. 1828 zählte man 86 Häuser und 433 Einwohner.
Bis 1918/1919 gehörte der im Komitat Gemer und Kleinhont liegende Ort zum Königreich Ungarn und kam danach zur Tschechoslowakei beziehungsweise heute Slowakei. 1938 bis 1945 war er auf Grund des Ersten Wiener Schiedsspruchs noch einmal Teil Ungarns. Die letzten Bergwerke wurden 1952 auf Grund mangelnder Rentabilität geschlossen.
Von 1960 bis 1990 war Čučma ein Stadtteil von Rožňava.

## Bevölkerung
| Jahr                | 1994 | 2004     | 2014     | 2024     |
| ------------------- | ---- | -------- | -------- | -------- |
| Anzahl der Personen | 508  | 586      | 657      | 588      |
| Unterschied         |      | +15,35 % | +12,11 % | −10,50 % |

| Jahr                | 2023 | 2024    |
| ------------------- | ---- | ------- |
| Anzahl der Personen | 585  | 588     |
| Unterschied         |      | +0,51 % |

Nach der Volkszählung 2011 wohnten in Čučma 652 Einwohner, davon 372 Slowaken, 271 Magyaren sowie jeweils zwei Roma und Tschechen. Fünf Einwohner machten keine Angabe zur Ethnie.
210 Einwohner bekannten sich zur römisch-katholischen Kirche, 96 Einwohner zur Evangelischen Kirche A. B., 35 Einwohner zur reformierten Kirche, 12 Einwohner zur evangelisch-methodistischen Kirche, fünf Einwohner zu den Baptisten, jeweils vier Einwohner zu den Zeugen Jehovas und zur griechisch-katholischen Kirche und jeweils ein Einwohner zur altkatholischen Kirche und zur orthodoxen Kirche; vier Einwohner bekannten sich zu einer anderen Konfession. 237 Einwohner waren konfessionslos und bei 43 Einwohnern wurde die Konfession nicht ermittelt.

## Bauwerke
- Glockenturm aus dem 18. Jahrhundert